# Niels Scheuneman
Niels Scheuneman (né le 21 décembre 1983 à Veendam) est un coureur cycliste néerlandais, professionnel entre 2004 et 2007.

## Palmarès
- 2000
  - 2e étape de l'Acht van Bladel
  - 2e de la Classique des Alpes juniors
  - 3e de l'Acht van Bladel
- 2001
  - 2e étape du Grand Prix Général Patton
  - Keizer der Juniores
  - Grand Prix Rüebliland :
    - Classement général
    - 2e étape

  - 3e étape du Tour de Münster juniors
  - 2e de la Coupe du monde UCI Juniors
  - 2e du Tour de l'Abitibi
  - 2e du Grand Prix Général Patton
  - 2e de la Classique des Alpes juniors
  -  Médaillé d'argent au championnat du monde sur route juniors
  -  Médaillé de bronze au championnat du monde du contre-la-montre juniors
- 2002
  - 2e étape du Triptyque ardennais
  - Tour de Seine-et-Marne
  - 2e du championnat des Pays-Bas du contre-la-montre espoirs
  - 2e du Challenge de Hesbaye
- 2003
  - 3e étape du Tour du Limbourg amateurs (contre-la-montre)
  - Zesbergenprijs Harelbeke
  - 2e du championnat des Pays-Bas du contre-la-montre espoirs
  - 2e du Ster Elektrotoer
  -  Médaillé d'argent au championnat du monde du contre-la-montre espoirs
  - 3e du Triptyque des Monts et Châteaux
  - 3e du Tour de Basse-Saxe
- 2004
  - Tour de Frise (ex aequo avec 21 coureurs)
- 2006
  - 3e du Luk Challenge (avec Marc Wauters)
- 2008
  - 4e étape du Tour du Loir-et-Cher
- 2009
  - Omloop Houtse Linies

## Résultats sur les grands tours

### Tour d'Espagne
1 participation 
- 2005 : non-partant (13e étape)

## Classements mondiaux
| Année           | 2008 | 2009   |
| --------------- | ---- | ------ |
| UCI Europe Tour | 974e | 1 079e |